# JFS
JFS, Journaled File System, ett filsystem från IBM.
JFS designades och implementerades först i AIX, när man nådde filsystemets begränsningar när det gäller fil- och volymstorlek gjorde man en ny implementation, JFS version 2. JFS version 2 designades och implementerades först i OS/2 och portades därefter till AIX och Linux.
JFS är ett 64-bitars filsystem med journalstöd som gör att det kan återstartas väldigt fort om datorn skulle krascha eller bli plötsligt strömlös till skillnad mot till exempel FAT, Unix File System och HPFS.
Det är inte möjligt att ha JFS på disketter.